# Martin XB-48
Il Martin XB-48 fu un bombardiere medio, esamotore a getto monoplano ad ala medio alta, sviluppato dall'azienda aeronautica statunitense Glenn L. Martin Company negli anni quaranta e rimasto allo stadio di prototipo.
Realizzato nell'ambito di un programma di adeguamento tecnologico dei velivoli in dotazione all'United States Army Air Forces (USAAF) impegnate nella seconda guerra mondiale, non fu in grado di esprimere migliori prestazioni della concorrenza, in particolare del Boeing B-47 Stratojet che venne avviato alla produzione in serie.

## Utilizzatori
Stati Uniti
- United States Air Force